# Diebstahl (Schweiz)
In der schweizerischen Strafrechtswissenschaft bezeichnet Diebstahl eine Straftat gegen das Eigentum nach Art. 139 StGB. Da der Wortlaut des österreichischen und schweizerischen Gesetzes zum Diebstahl weitgehend mit dem des deutschen StGB übereinstimmt, gelten die zu den einzelnen Tatbestandsmerkmalen angestellten Überlegungen auch für das Strafrecht dieser drei Länder.
Gesetzestext des schweizerischen Strafgesetzbuches (Art. 139 StGB):
Art. 139.
Zusätzlich ist Tatbestandsmerkmal, dass der Täter durch die Zueignung sich oder einen Dritten «unrechtmässig bereichern» will. Alle Tatbestandsmerkmale (vor allem: fremde bewegliche Sache; Wegnahme aus der Gewahrsame eines anderen; Zueignung; Bereicherung) müssen im Zeitpunkt der Tat vom Vorsatz des Täters umfasst sein.
In schweren Fällen wird der Diebstahl mit Freiheitsstrafe von sechs Monaten bis zu zehn Jahren bestraft (siehe Link auf Art. 139 oben).